# Bolnes
Bolnes is een dorp, dat samen met de dorpen Slikkerveer, Ridderkerk, Rijsoord en Oostendam deel uitmaakt van de gemeente Ridderkerk in de Nederlandse provincie Zuid-Holland. In 2022 had Bolnes 7.890 inwoners. Voor de postadressen ligt Bolnes "in" Ridderkerk.

## Ligging
Bolnes is gelegen aan de zuidoever van de Nieuwe Maas op het eiland IJsselmonde en wordt van het dichtstbijzijnde Ridderkerkse dorp Slikkerveer in het oosten gescheiden door het Donckse Bos, waarin het nog steeds bewoonde 18e-eeuwse Huys ten Donck een vermeldenswaardig rijksmonument is. In het westen vormt het Dijkje de grens met de Rotterdamse deelgemeenten Beverwaard en IJsselmonde. In het zuiden wordt Bolnes begrensd door de Kievitsweg, waarachter akkers en de Rotterdamseweg tussen IJsselmonde en Slikkerveer liggen.

## Uitbreidingsgeschiedenis

Bolnes plattegrond uitbreidingen animatie

Tot aan het einde van de 19e eeuw was Bolnes weinig meer dan een stuk lintbebouwing langs de Ringdijk, plus wat woningen aan het Dijkje.
Bij het aanbreken van de tweede wereldoorlog was de wijk Oud-Bolnes gereed, het is het gedeelte omsloten door de Beneden-Rijweg, Majubastraat, De La Reystraat en het Dijkje.
Verreweg de belangrijkste werkgevers waren
de scheepswerven Boele en Pot en de machinefabriek Van Dam. Bovendien lag net ten westen van Boele,
in de Rotterdamse deelgemeente IJsselmonde, scheepswerf Verolme.

In de jaren vijftig en zestig vond een oostwaartse uitbreiding plaats omsloten door De Generaal Smutsstraat, de Ringdijk en de De La Reystraat, met een klein winkelcentrum in het midden van de De Wetstraat. Ook werd de Boezemkerk gebouwd.
In de jaren zeventig kwam er nog meer, tussen de De La Reystraat en de Kievitsweg, met hoge flatgebouwen langs de Spuistraat, een veel groter winkelcentrum ('Bolnes-Zuid') en nieuwe lagere en kleuterscholen, waardoor het zwaartepunt van het dorp ten zuiden van de De La Reystraat kwam te liggen. Vanaf de jaren zeventig werd ook de deelgemeente IJsselmonde drastisch zuidwaarts uitgebreid met de Beverwaard, waarmee het betrekkelijke isolement van de bebouwde kom van Bolnes werd opgeheven. De lagere en kleuterscholen die bij de De Wetstraat rond 1960 waren gebouwd, zijn in de jaren tachtig weer verdwenen; er is een bejaardencentrum 'De Boeg' voor in de plaats gekomen. Het weerspiegelt de demografische ontwikkeling in het oude Bolnes.
Het winkelcentrum Bolnes-Zuid is op 26 januari 1981 volledig afgebrand en daarna herbouwd.
In 2006 werd het geheel herbouwd en opgeknapt. Er werden ook appartementen gebouwd en
de parkeerplaats is flink vergroot. In de nabijheid van het winkelcentrum wordt een groot aantal woningen gesloopt. De bedoeling is er nieuwe woningen voor in de plaats te bouwen.
Zoals zoveel Nederlandse scheepswerven raakten Boele en Pot in de jaren zeventig in moeilijkheden.
Een fusie tussen die twee kon niet verhinderen dat in 1986 ook deze ene scheepswerf de poorten
moest sluiten, waarmee de laatste 600 banen in de scheepsbouw verloren gingen.
De vrijgekomen terreinen van de scheepswerven zijn sindsdien volgebouwd met prestigieuze woningen, waaronder een 'potlood'toren, met uitzicht op de rivier.

In 1990 werd de dijkverzwaring uitgevoerd waarbij een aantal woningen in Oud-Bolnes werden gesloopt en ook de Kantine van de voormalige Boele scheepswerven.
In 2000 werd besloten Oud-Bolnes voor een deel te slopen en opnieuw in te richten, de indeling werd aangepast en de gesloopte huizen werden vervangen door woningen die aan de eisen des tijds voldeden.

## Multiculturele ontwikkelingen
Vanaf 1961 maakten Spaanse gastarbeiders die waren aangeworven voor werk op de scheepswerven kennis met Bolnes. De alleenstaande mannen waren ondergebracht in houten barakken, het zogenoemde 'Spanjolenkamp', vlak naast hun arbeidsplaats. Vanaf 1976 lieten velen hun gezinnen overkomen en kregen ze betere huisvesting. Hun aanwezigheid heeft nooit tot noemenswaardige spanningen geleid. Er kwam ook een 'Hogar Cultural Español'. Sinds 1980 heet de vereniging 'Hogar Recreativo Cultural "Andalucía" de Ridderkerk'. Een groot deel van de nieuwe inwoners is later teruggekeerd naar Spanje of verhuisd naar elders in Nederland.

## Openbaar vervoer
Per openbaar vervoer is Bolnes verbonden tussen enerzijds Rotterdam en anderzijds Slikkerveer en Ridderkerk door middel van busvervoer. Een directe verbinding met Dordrecht werd in 2015 opgeheven. In de lokale samenleving en in de gemeenteraad van Ridderkerk zijn plannen voor het doortrekken van een tram- of metrolijn vanuit Rotterdam, langs de zuidrand van Bolnes naar Ridderkerk gestrand op langdurige meningsverschillen. Er kwam een actiegroep tegen deze uitbreiding van het openbaar vervoer onder de naam 'Stop Tram Plus'. In 2020 besloot Provinciale Staten van Zuid-Holland dat een tramlijn door Ridderkerk definitief van de baan is. De Rotterdamse RET-tramlijn 3 eindigt bij halte Limbrichtshoek in de Beverwaard, slechts enkele meters van de grens met Bolnes. Inwoners van Bolnes maken veelvuldig gebruik van deze tram richting Rotterdam.

## Geboren
- Cornelis van Boles (1658-1735), stadsarchitect van Schiedam
- Huig Arieszoon van der Waal (1752-1804), schepen van Ridderkerk.[3][4]
- Gerrit Arie Lindeboom (1905-1986), hoogleraar geneeskunde
- Lee Towers (Leen Huijzer) (1946), zanger
- Koos Verkaik (1951), schrijver van fantasy, sciencefiction en horror

## Afbeeldingen

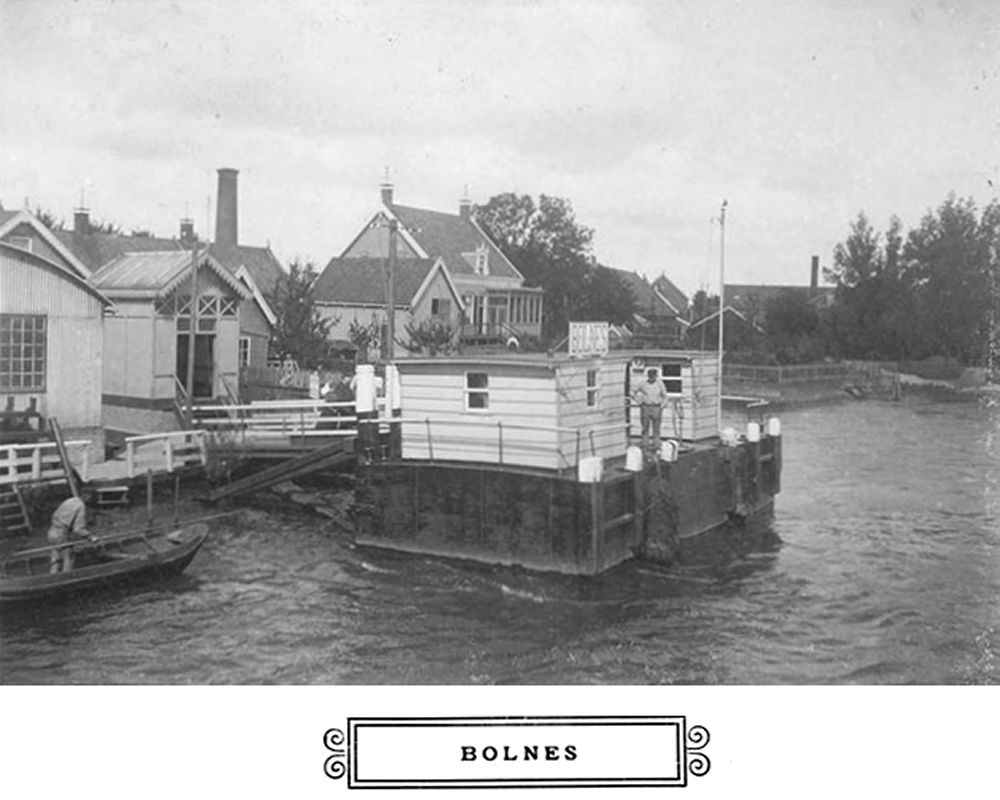
Aanlegplaats voor schepen van Stoomboot-Reederij Fop Smit & Co in Bolnes, 1906
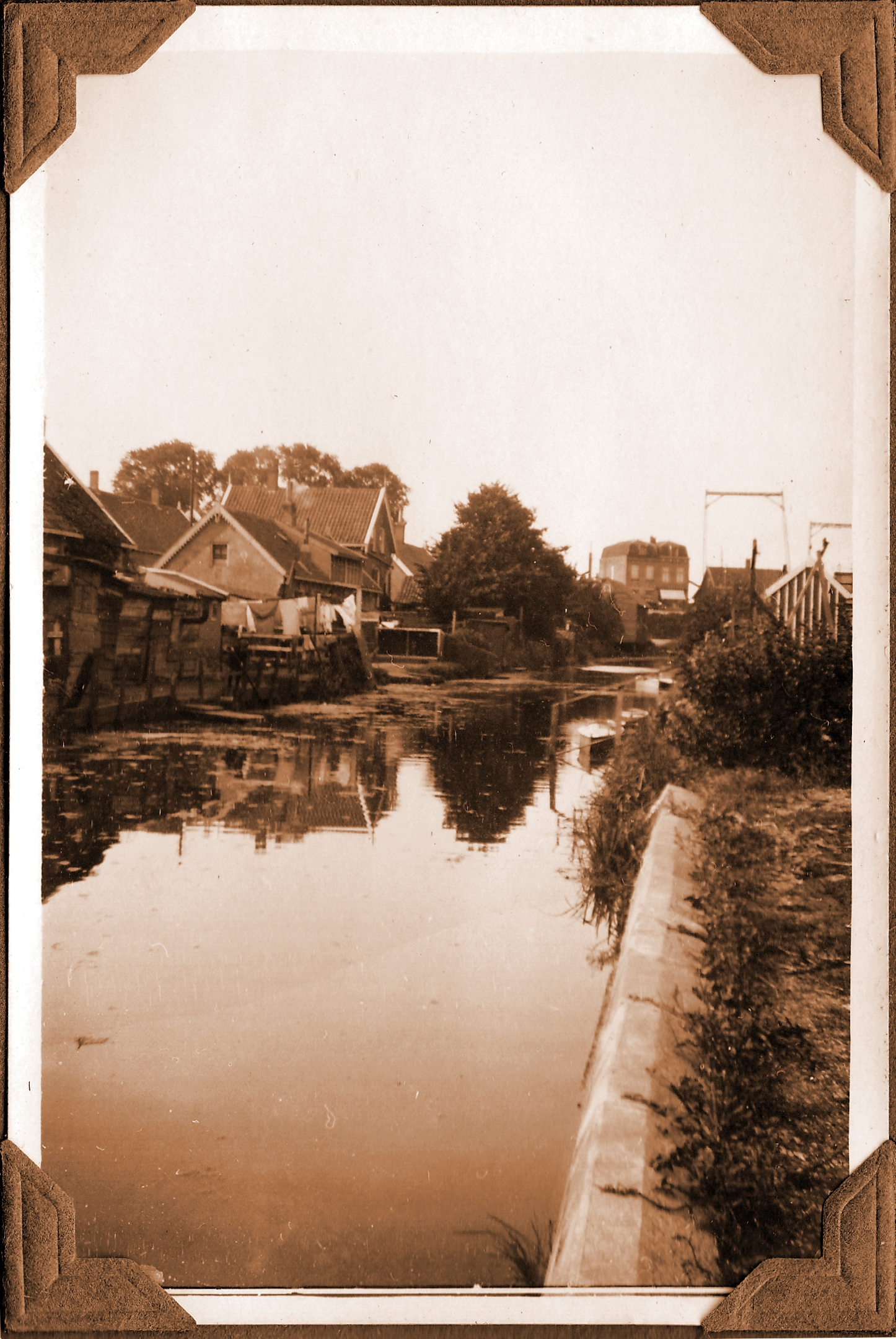
Afwateringssloot tussen Dijkje en Paul Krugerstraat in 1930, op de achtergrond de portaalkranen van Boele
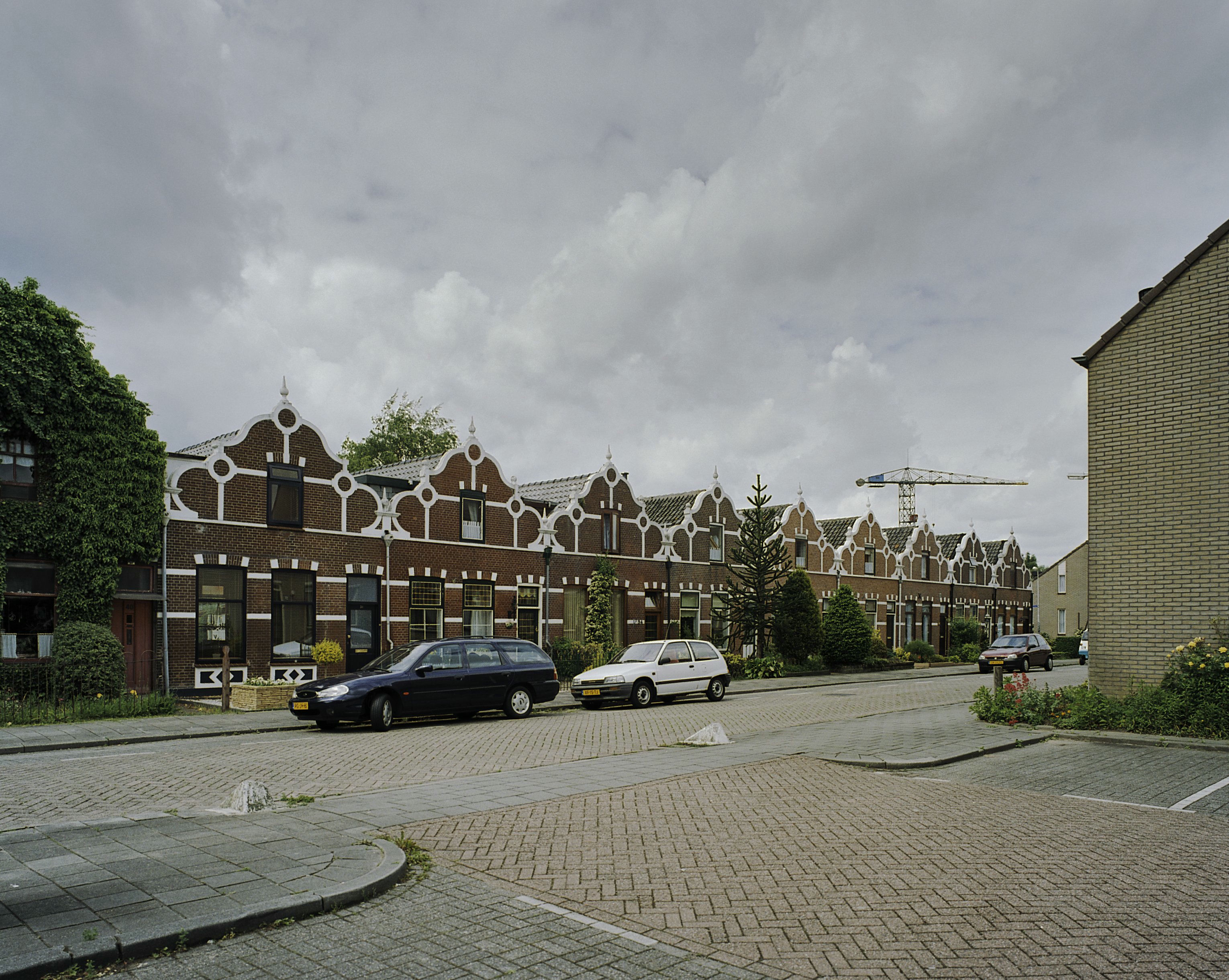
Boezemkade 22-38
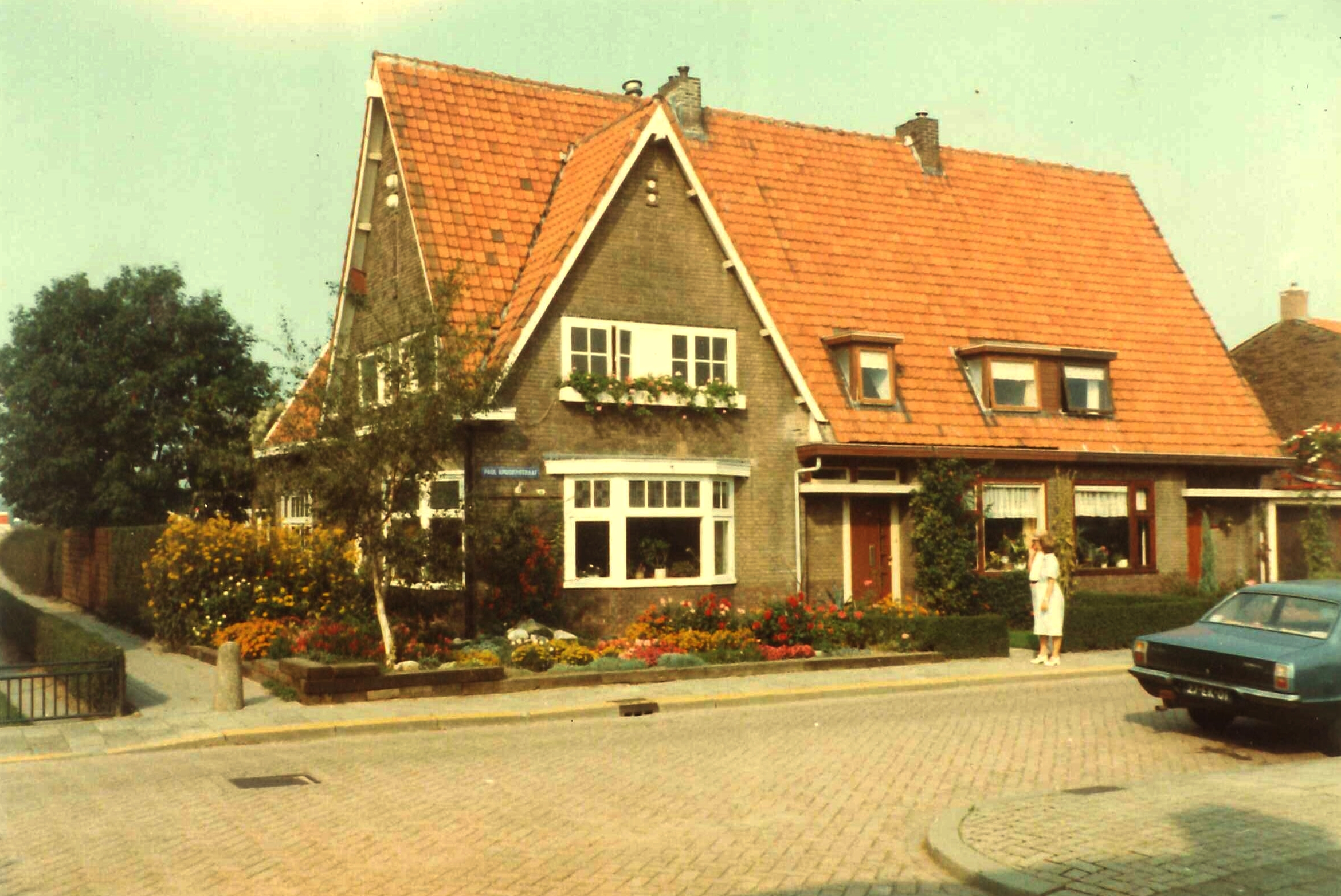
Paul Krugerstraat 44 - 48, 1982 gebouwd in 1928
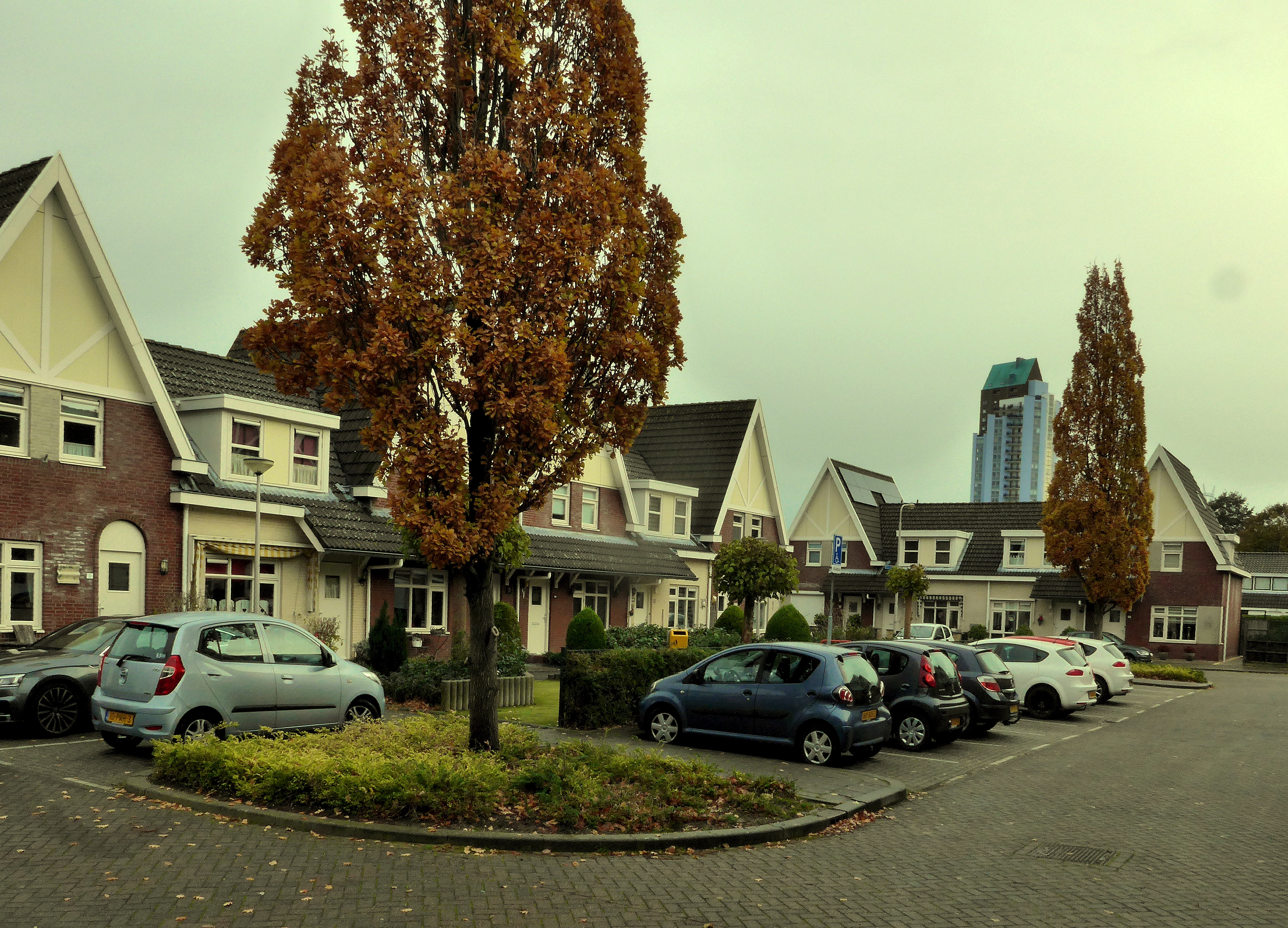
Oud-Bolnes na herinrichting, het "Potlood" op de achtergrond

Brand winkelcentrum Bolnes 1981
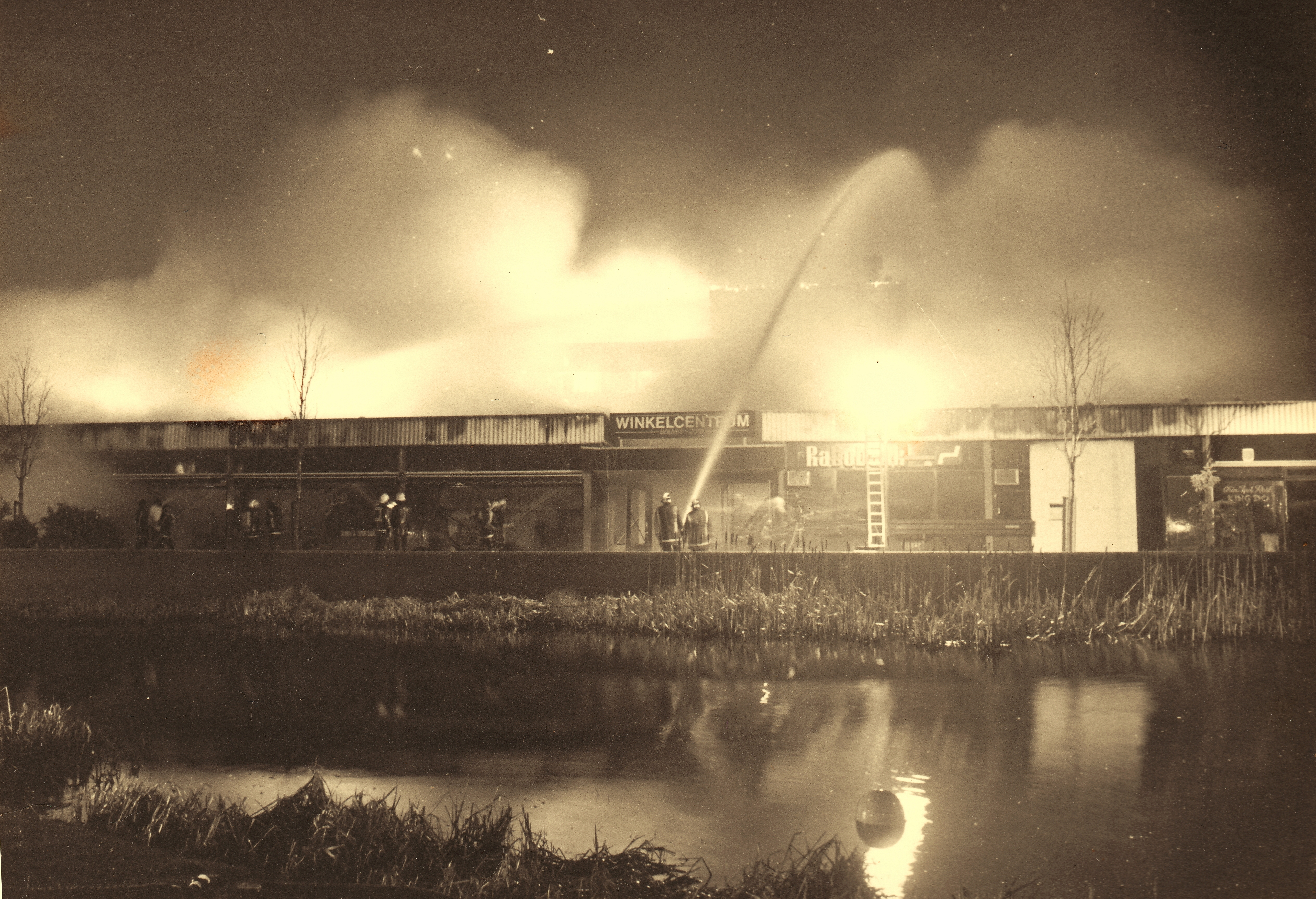
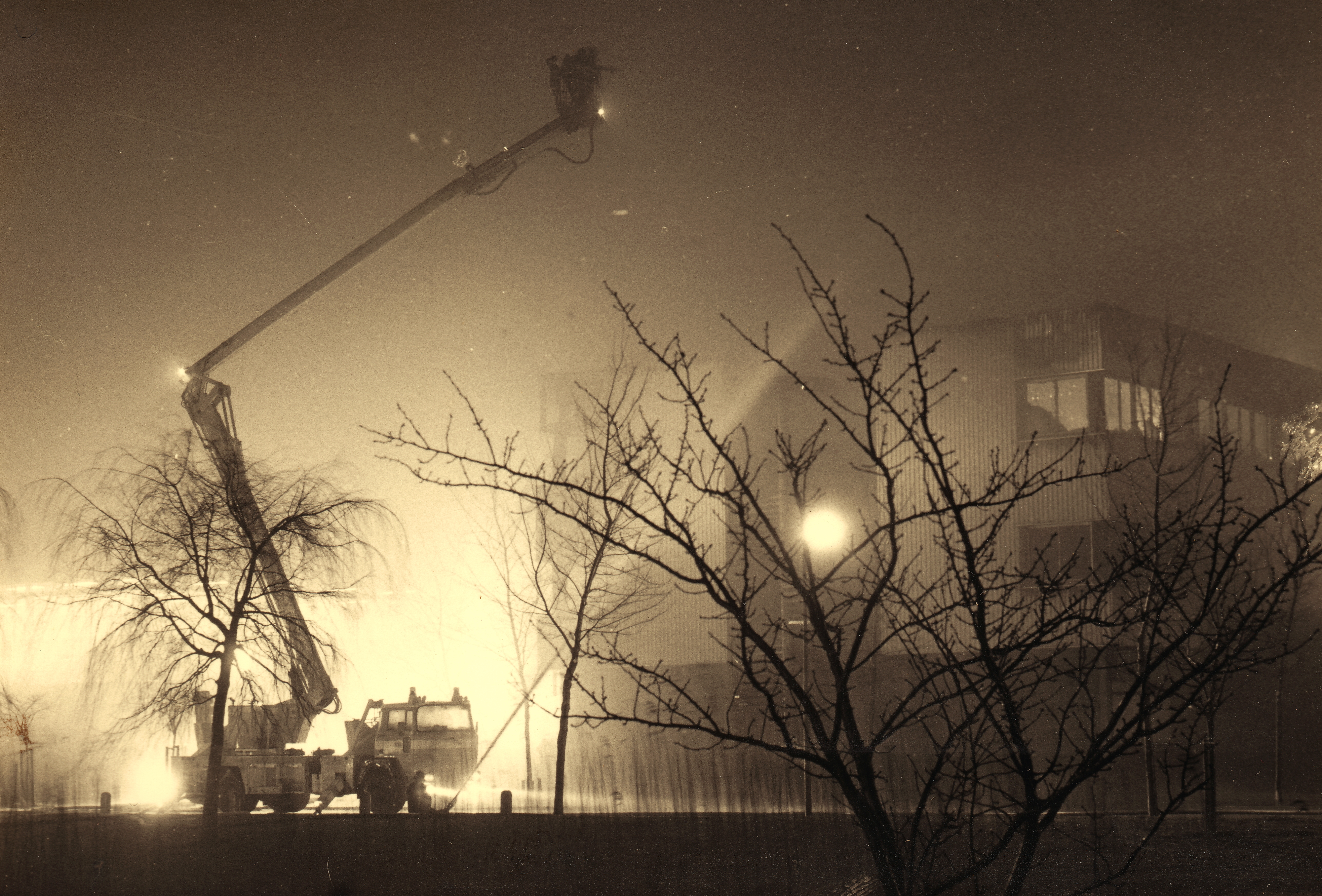
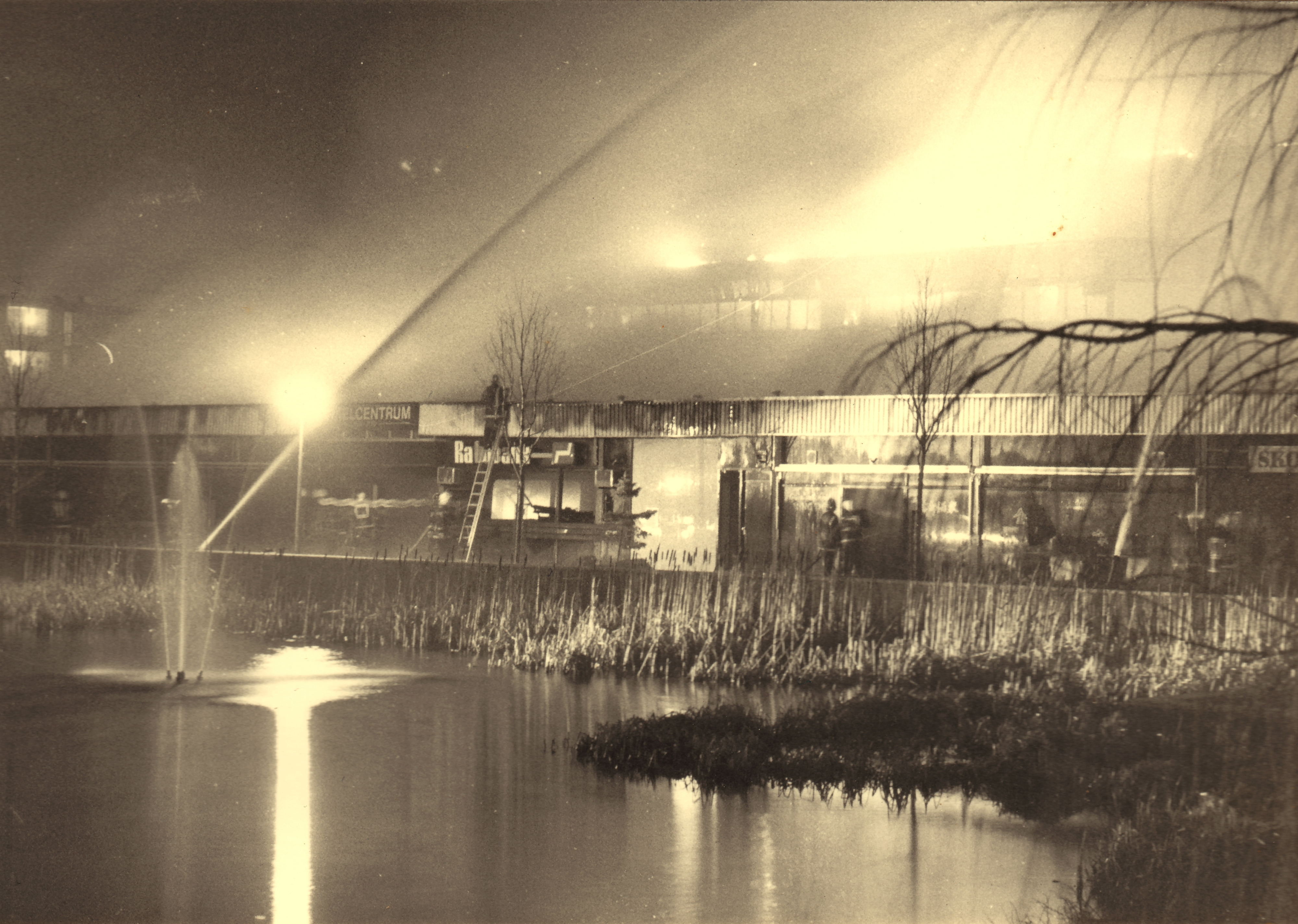

Bolnes in 1982
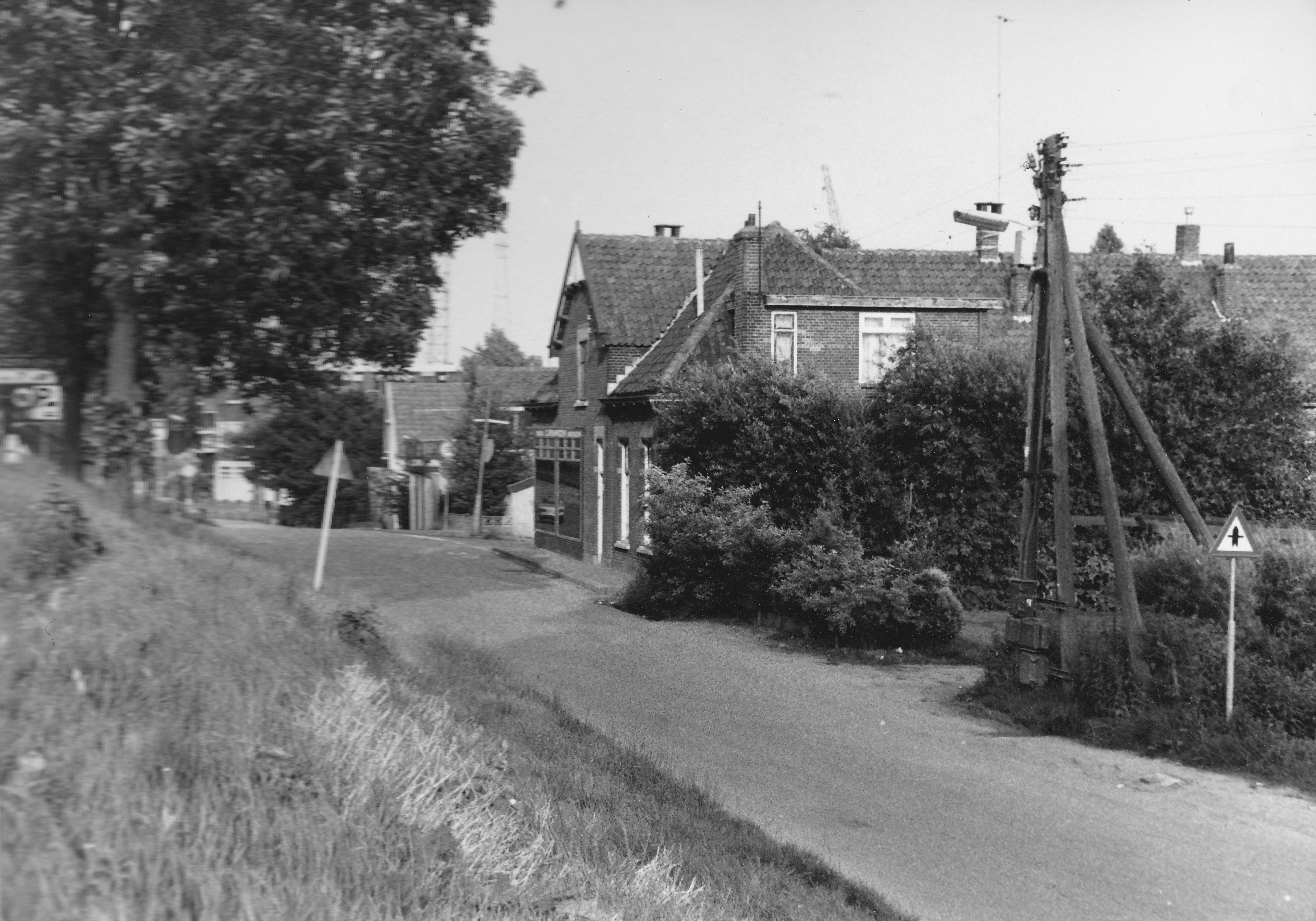
Beneden Rijweg 1982
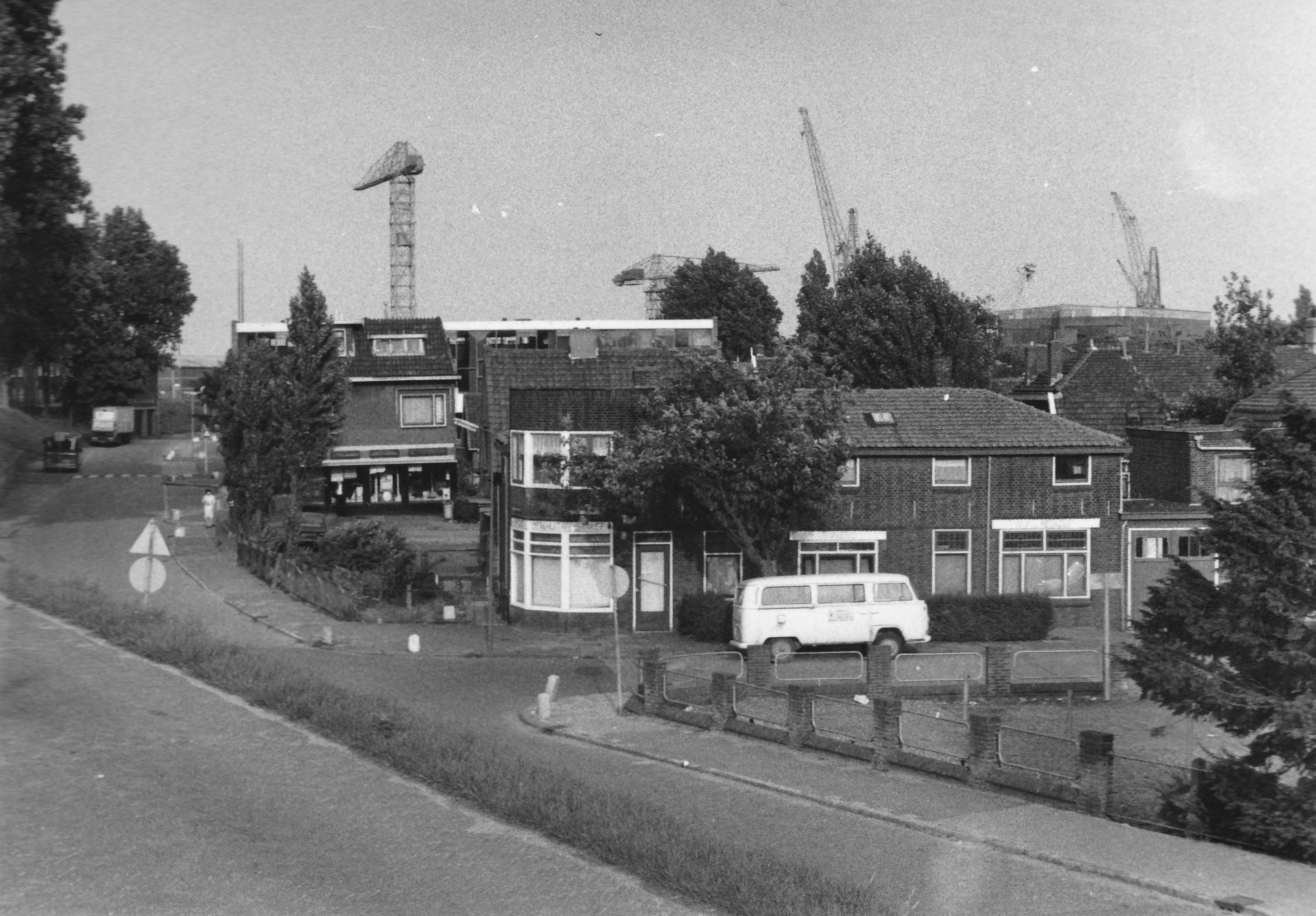
Beneden Rijweg 1982
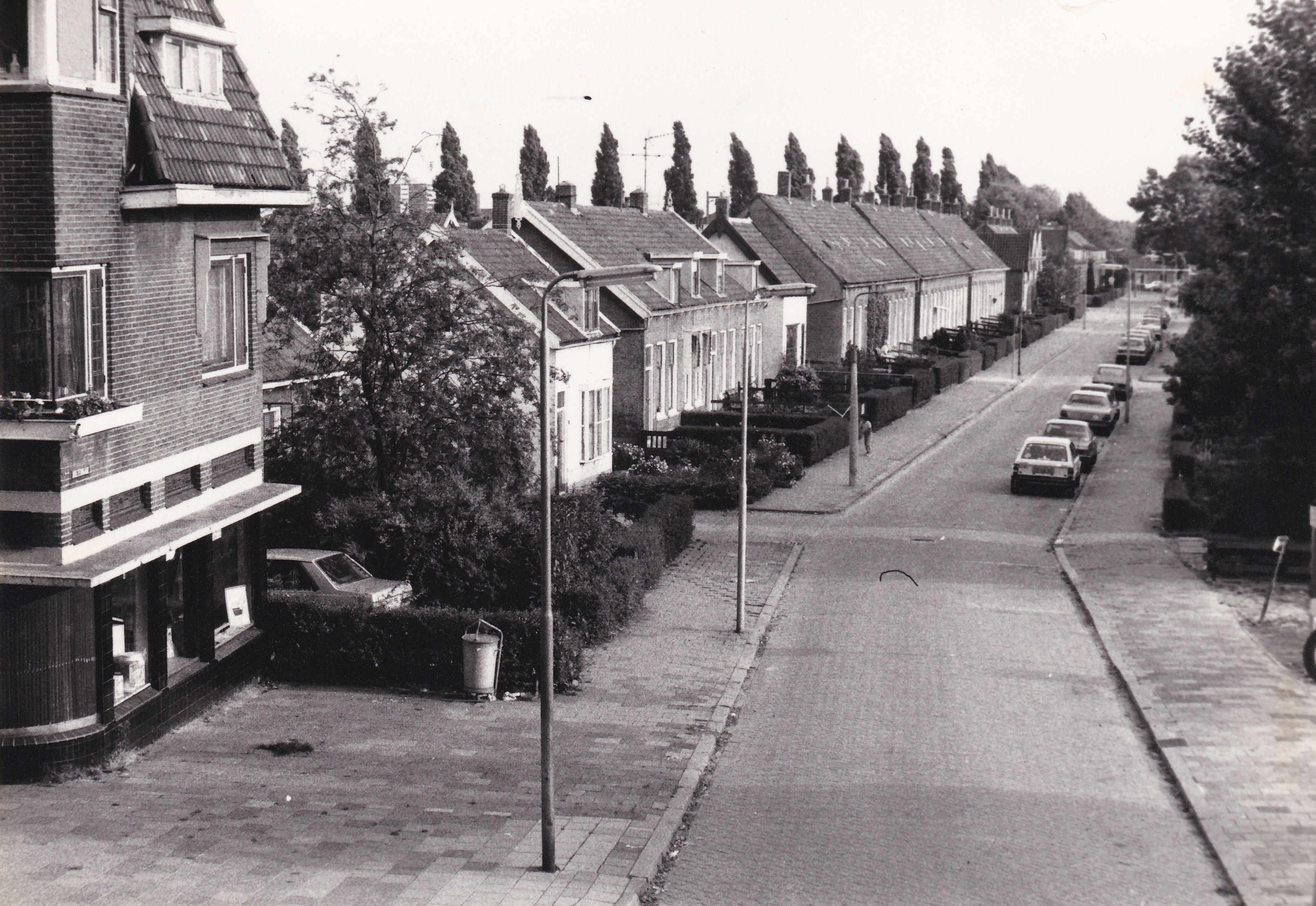
Boezemkade 1982
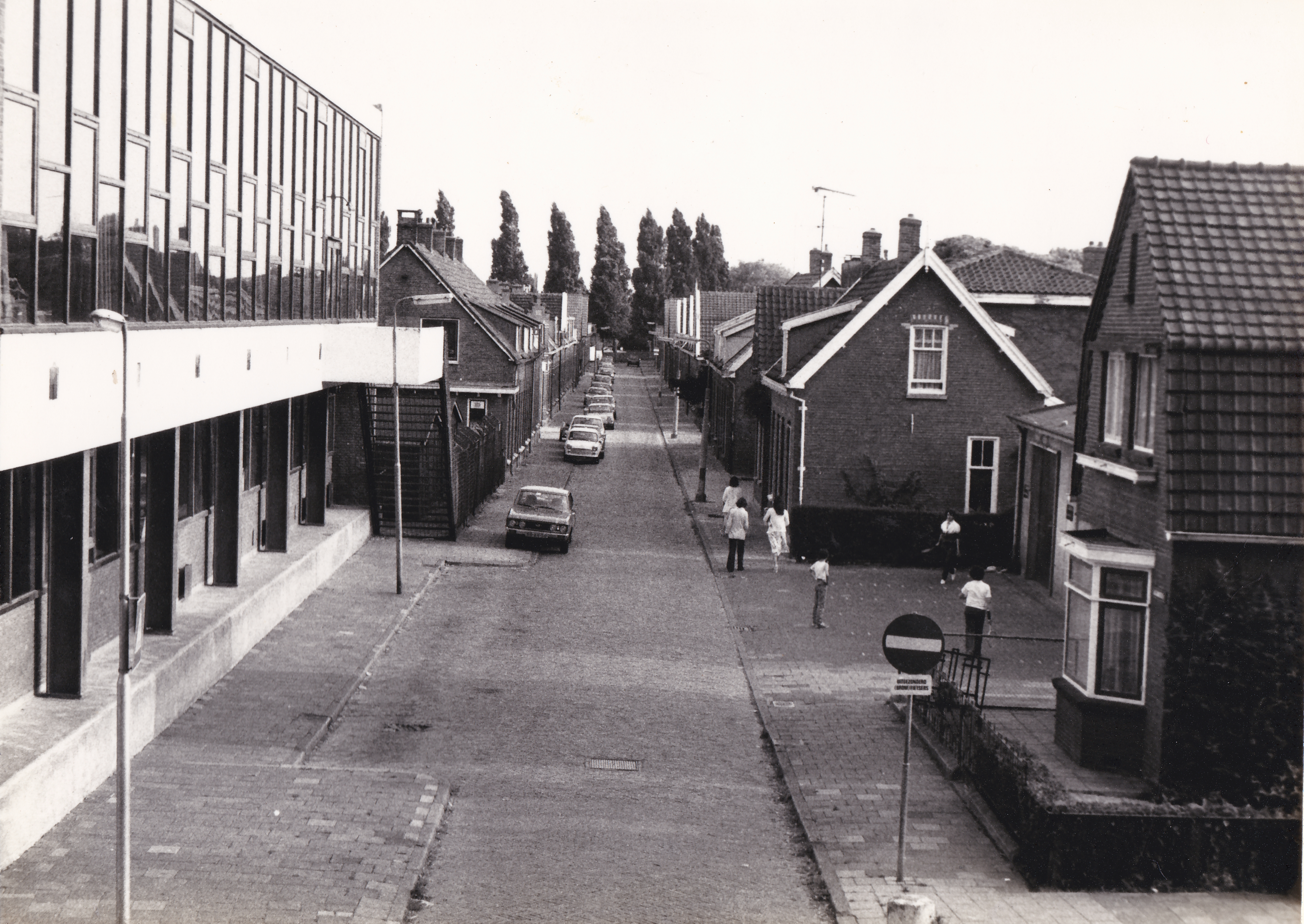
Julianastraat, links kantine van Boele
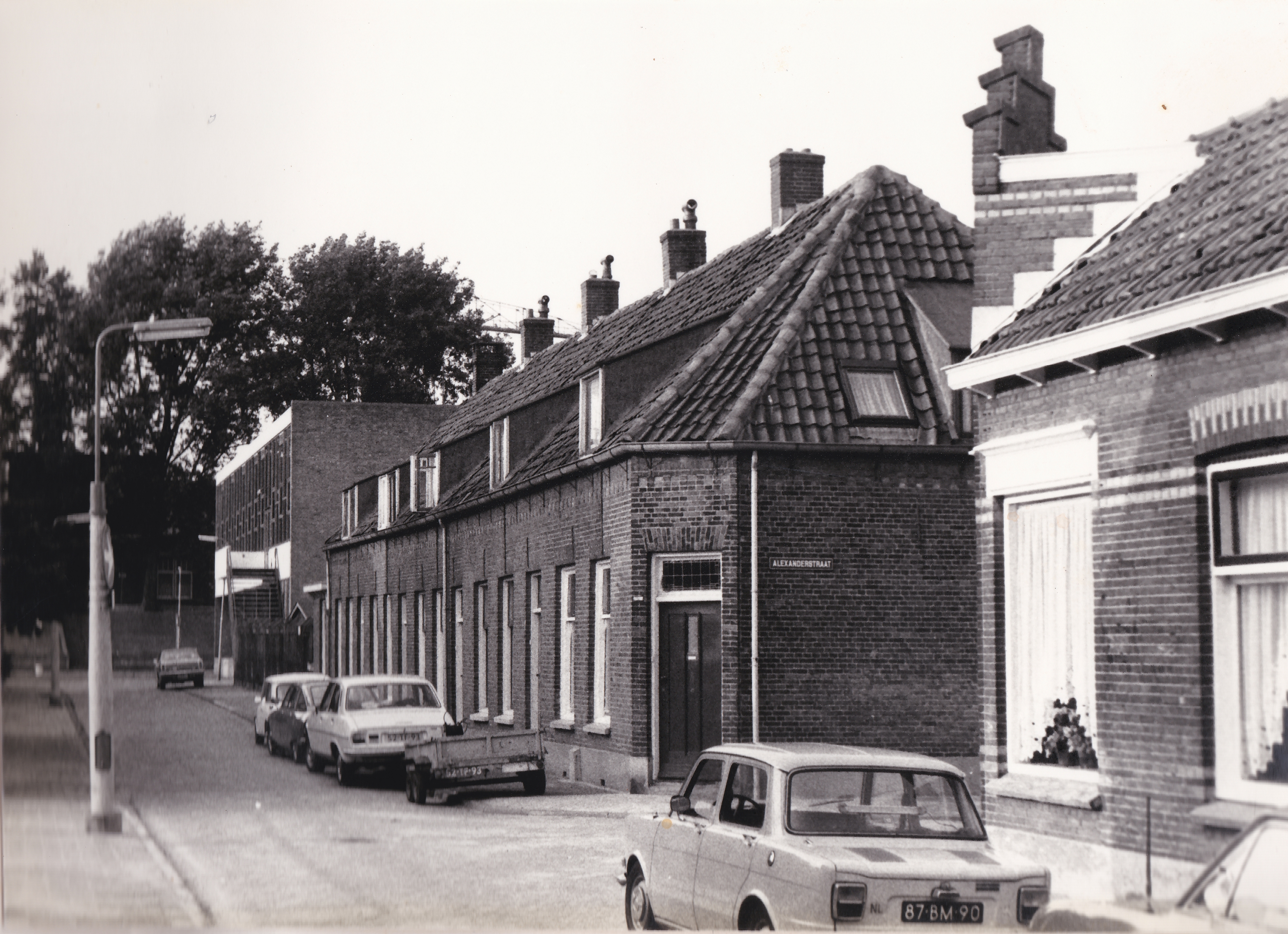
Julianastraat 1982
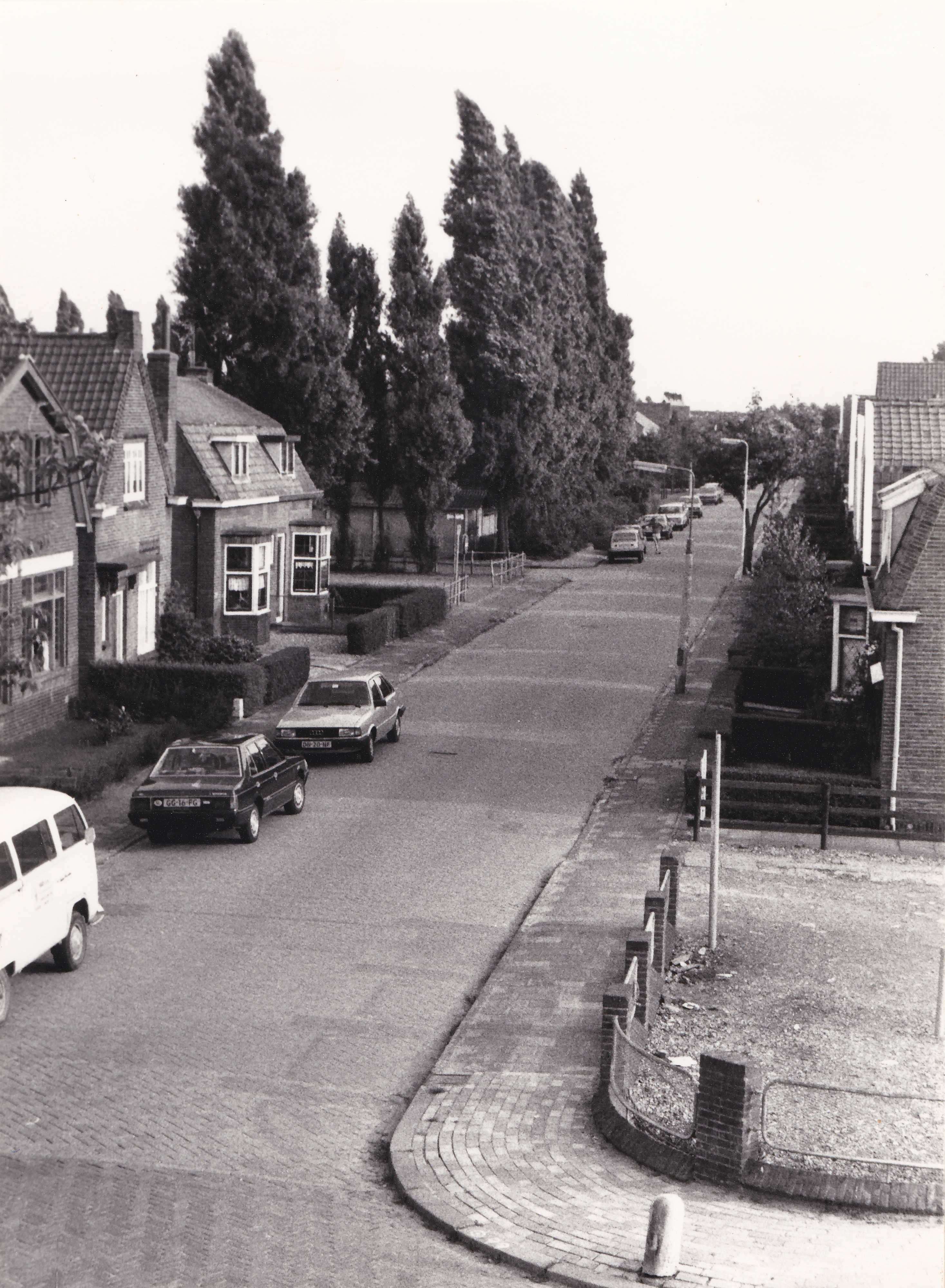
Paul Krugerstraat 1982
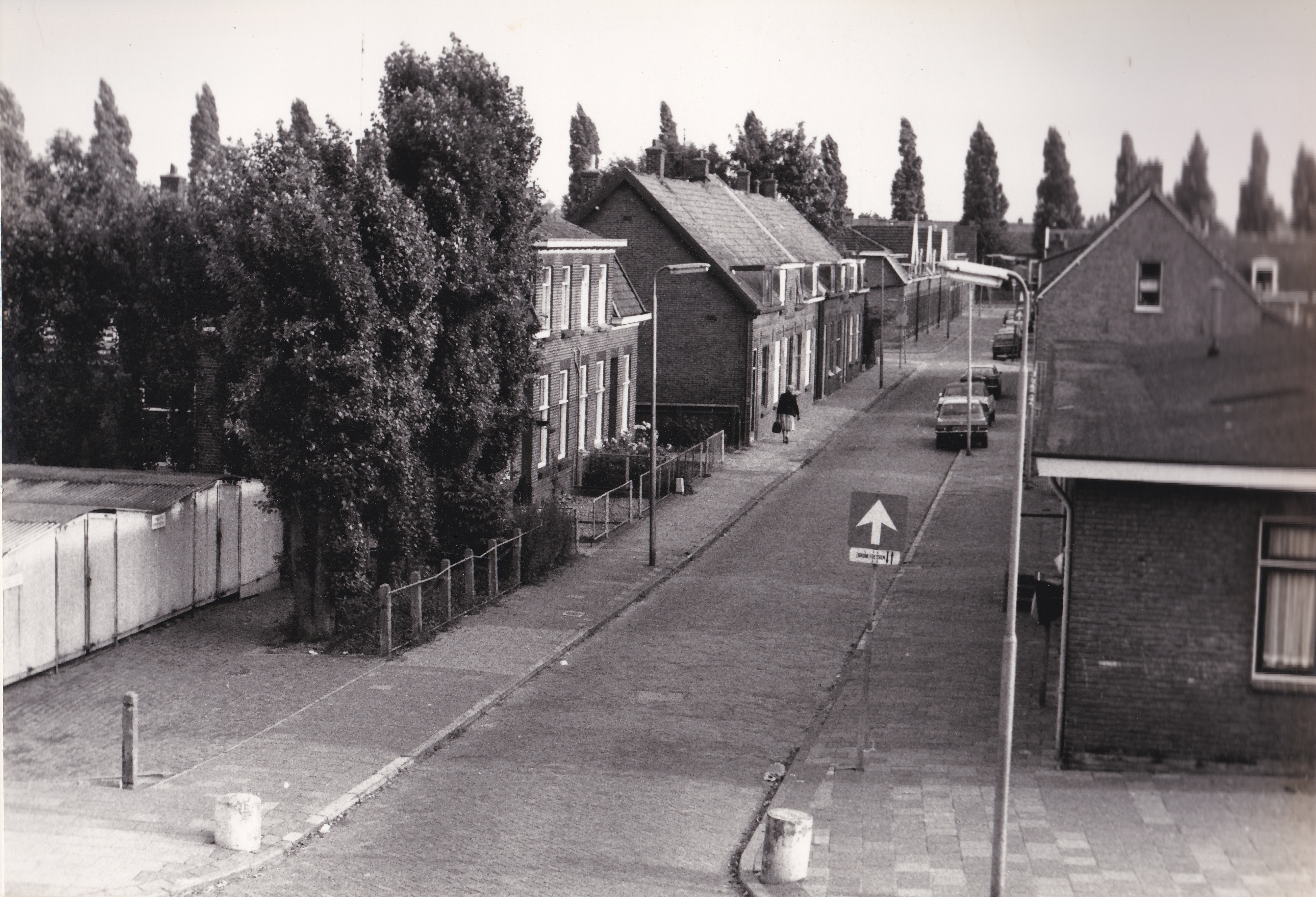
Wilhelminastraat 1982
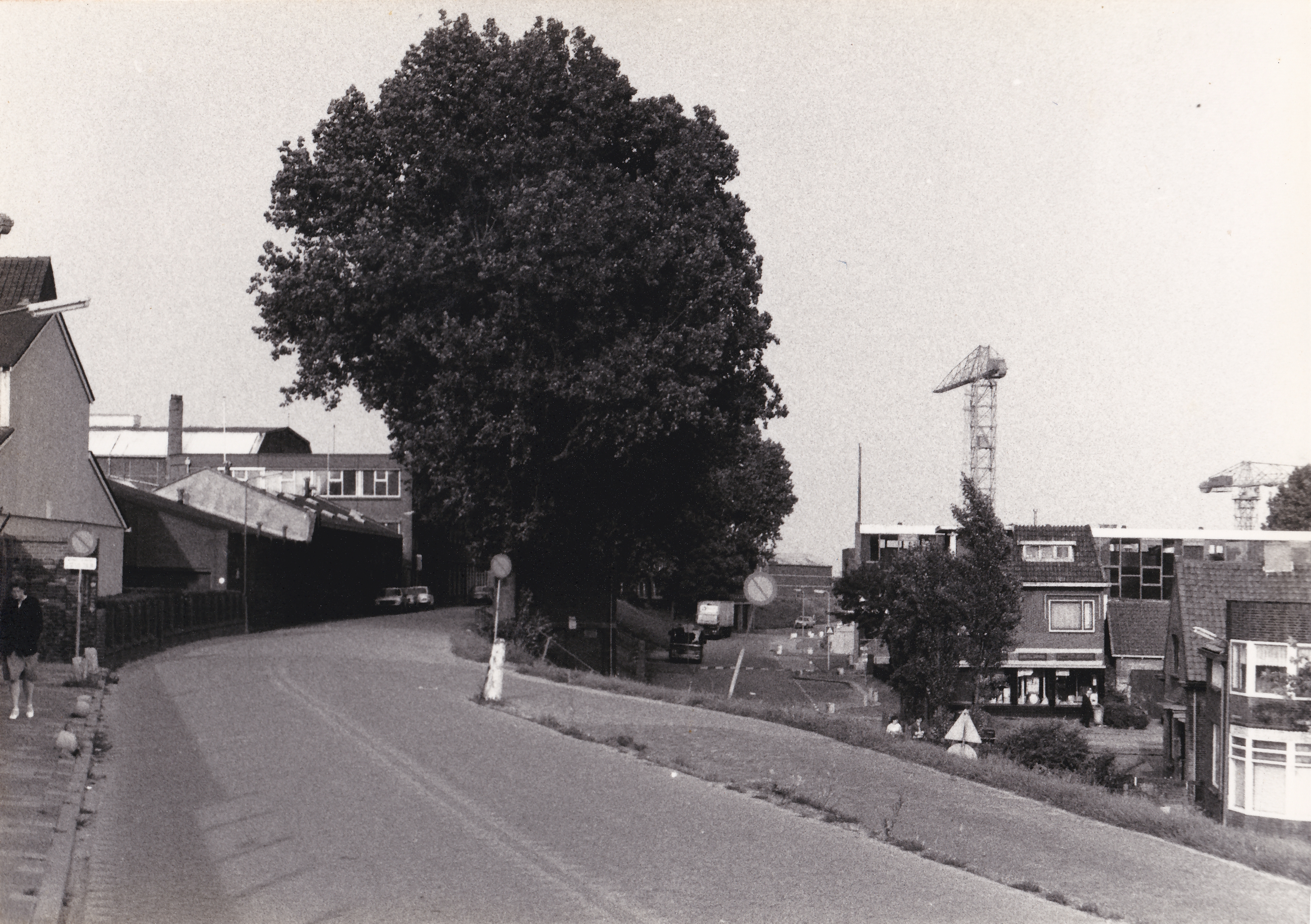
Ringdijk 1982